# Луна-24
«Луна-24» — радянська автоматична міжпланетна станція для вивчення поверхні Місяця.

## Опис
Маса апарата становила 5795 кг. Маса поворотної ракети 514,8 кг. Рятувальна капсула, що мала доставити на поверхню Землі зразки — 34 кг. Космічний апарат «Місяць-24» був призначений для посадки на Місяць, взяття місячного ґрунту з глибини до 2,5 метрів і доставки його на Землю. Автоматичний комплекс з доставки ґрунту з Місяця «Луна-24» був створений на базі станцій «Луна-16» і «Луна-20», але з деякими доробками. Зокрема, втричі зменшена заправка водою системи забезпечення теплового режиму торового відсіку обладнання і знятий висотомір малих висот «Квант». Основною ж відмінністю стала заміна ґрунтозабірного пристрою «ЛБ09».
У зв'язку з жорсткою установкою ґрунтозабірника на корпус посадкової ступені зі складу апаратури були виключені телефотометри і світильники. Конструкція поворотної ракети і рятувального апарата залишилися без зміни за винятком капсули для розміщення ґрунту, діаметр якої було збільшений з 68 до 100 мм.

## Запуск
Місія стартувала 9 серпня 1976 р у 18 годин 4 хвилини 12 секунд за допомогою ракети-носія «Протон-К» з розгінним блоком Д з космодрому Байконур. Вихід на траєкторію польоту до Місяця був здійснений за використання проміжної навколоземної орбіти. З метою забезпечення виходу станції в задану точку навколомісячного простору 11 серпня на трасі перельоту до Місяця була проведена корекція траєкторії. При підльоті до Місяця 14 серпня було проведено гальмування станції, в результаті чого «Луна-24» перейшла на кругову селеноцентричну орбіту з параметрами: висота над поверхнею Місяця 115 км, нахил до площини місячного екватора 120 °, період обертання навколо Місяця 1 година 59 хвилин. Щоб спуститися з орбіти 16 і 17 серпня проводилися корекції траєкторії руху, в результаті чого станція стала здійснювати політ по еліптичній орбіті з максимальною висотою над поверхнею Місяця 120 км і мінімальною висотою 12 км.

## Операції на Місяці
18 серпня був включений двигун посадкової платформи і через 6 хвилин о 9 годині 36 хвилин станція «Луна-24» здійснила м'яку посадку в південно-східному районі Моря Криз, в точці з координатами 12 ° 45 'пн. ш. і 62 ° 12 'східної довготи. Через 15 хвилин після перевірки стану бортових систем станції, визначення її положення на місячній поверхні, із Землі було включено ґрунтозабірний пристрій. В процесі забору ґрунту до глибини 120 см використовувався режим обертального буріння, а далі відбувалася зміна способів буріння — з обертального на ударно-обертальний. Загальна глибина буріння склала 225 см. У зв'язку з тим, що воно проводилося з нахилом, загальне заглиблення склало близько 2 метрів. Поворотна ракета станції «Луна-24» із зразками місячного ґрунту стартувала до Землі 19 серпня о 8 годині 25 хвилин. Тривалість зворотного перельоту склала 84 години. 22 серпня вона наблизилася до Землі з другою космічною швидкістю.
На висоті 15 км над землею була введена в дію парашутна система, і спусковий апарат здійснив посадку в 200 км на південний схід від Сургута.

## Результати місії
Програма польоту станції «Луна-24» була виконана повністю. Головним результатом польоту «Луна-24» стала доставка на Землю зразків місячного ґрунту масою 170 грам. Таким чином, доставлені на Землю зразки місячного ґрунту завершили серію проб: Море Достатку («Луна-16»), його давнє материкове обрамлення («Луна-20») та геологічний розріз Моря Криз («Луна-24»). Цей апарат був передостаннім, а закінчив дослідні місії СРСР «Луна» на Місяць апарат «Е-8-5М № 412», запуск якого закінчився невдачею.

## Джерело
- Луна — наш космический спутник // Исследования Луны — URL [Архівовано 17 травня 2017 у Wayback Machine.]